# David Michel

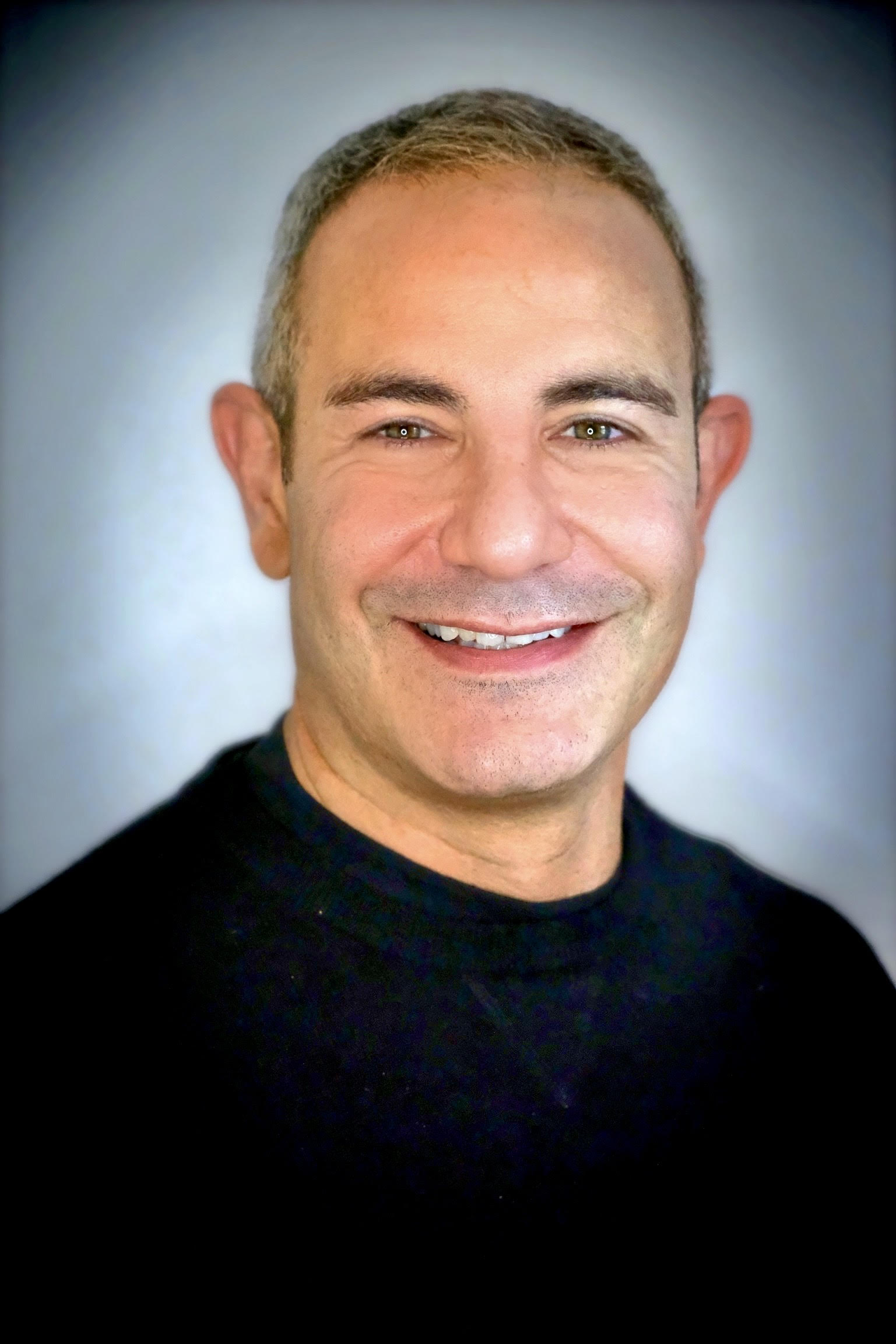
David Michel, 2023

David Michel (* 2. Dezember 1975) ist ein französischer Fernsehproduzent und Generaldirektor von Marathon Media, der größten Kinder-TV-Produktionsgesellschaft in Frankreich. Marathon Media ist eine Konzerngesellschaft der Marathon Group, der größten Fernsehproduktionsgruppe in Frankreich.
Seit 1999 hat David Michel mehrere Animationsserien zusammen mit Vincent Chalvon Dermersay (Geschäftsführer von Marathon Media) produziert: Totally Spies, Martin Mystery, Team Galaxy, Monster Buster Club, Amazing Spiez und Rekkit. Im Jahr 2009 hatte Michel seinen ersten Zeichentrickfilm produziert: Totally Spies – Der Film (Totally Spies, The Movie).